# Premis Ondas 1990
Els Premis Ondas 1990 van ser la trenta-setena edició dels Premis Ondas, entregats el 19 de novembre de 1990. En aquesta edició es diferencien les categories: Premis Nacionals de ràdio o televisió, internacionals de ràdio i internacionals de televisió.

## Nacionals de ràdio
- La salud es lo que importa, Bartolomé Beltrán Pons (Antena 3 Radio)
- Sé que estás ahí, de Luis del Val Velilla (Cadena Cope)
- El matí de Josep Cuní (Catalunya Ràdio)
- La verbena de la Moncloa de Julio César Iglesias/ Luis Figuerola-Ferretti/ Javier Capitán (Cadena SER)
- Xosé Luís Blanco Campaña (Corporación de Radio e Televisión de Galicia)

## Nacionals de televisió
- Serveis informatius de TVE
- Jesús Puente per Su media naranja Telecinco
- Manuel Marlasca García per Crónica en negro d'Antena 3
- Jaume Figueras i Rabert per Cinema 3 i Informatiu Cinema (TV3)
- Chicho Ibáñez Serrador i la psicòloga Elena Ochoa per Hablemos de sexo (TVE)

## Internacionals de ràdio
- Gehórlos - ARD/SFB
- Zivot I Djelo Alfonsa Kaudersa - JRT/Ràdio Belgrad
- Esercizi di stile - Rai Radio 1
- Lo que yo te diga - cadena SER
- The bell in the tree - UKIB/Radio Cycle

## Internacionals de televisió
- Rough guide to the world - BBC Two
- Que sabe nadie: El cementerio - Canal Sur TV
- Recherche femme desesperement - TF1
- Txecoslovaquia: des del cor de la revolta, 30 minuts, TV3

## Hispanoamericans de ràdio i televisió
- Atreverse d'Alejandro Doria - Telefe/ Canal 11 - Argentina
- Isla negra, Neruda y el mar - Televisión Nacional de Chile
- Cristal - RCTV - Veneçuela
- Matutino/ Vespertino 103, Luis Garibotti - Radio Rivadavia - Argentina